# Stephan Kuhlow
Stephan Kuhlow (* 24. November 1967 in Hamm) ist ein ehemaliger deutscher Fußballspieler, der für den Berliner Verein Hertha BSC in der 2. Fußball-Bundesliga aktiv war.

## Sportliche Laufbahn
Stephan Kuhlow kam im Juli 1989 zu Hertha BSC, wo er am 14. August (4. Spieltag) bei der 2:4-Niederlage gegen die Stuttgarter Kickers sein Ligadebüt gab, als er in der 73. Minute für Mika Aaltonen eingewechselt wurde. Nur eine Woche später erzielte er gegen den MSV Duisburg mit einem Foulelfmeter den entscheidenden 2:1-Siegtreffer und damit sein erstes, aber auch einziges Tor im Profifußball. Des Weiteren bestritt er zwei DFB-Pokalspiele gegen den FC Gütersloh. Mit Hertha BSC gewann er die 2. Fußball-Bundesliga 1989/90 und schaffte damit den Aufstieg in die höchste deutsche Spielklasse. Danach war er bis 2000 für verschiedene Berliner Vereine in der drittklassigen Regionalliga Nordost bzw. der viertklassigen NOFV-Oberliga Nordost aktiv.

## Weiterer Lebensweg
Kuhlow studierte im Fachbereich Betriebswirtschaftslehre an der Freien Universität Berlin und dann bis 1995 Zahnmedizin. Nach der Approbation als Zahnarzt war er Wissenschaftlicher Mitarbeiter in der Abteilung für Kinderzahnmedizin an der Charité Berlin in Forschung, Lehre und Patientenbehandlung tätig. Zudem wurde er an der Freien Universität Berlin zum Dr. med. dent. promoviert. Heute ist Kuhlow niedergelassener Zahnarzt in eigener Praxis.

## Titel und Erfolge
- Meister 2. Fußball-Bundesliga 1989/90 und damit Aufstieg in die Bundesliga

## Statistik
| Liga          | Spiele (Tore) |
| ------------- | ------------- |
| 2. Bundesliga | 10 (1)        |
| Wettbewerb    |               |
| DFB-Pokal     | 02 (0)        |